# NGC 376

NGC 376

NGC 376 في الفهرس العام الجديد، هي عنقود نجمي، تقع في كوكبة الطوقان. اكتشفت في 2 سبتمبر 1826 بواسطة جيمس دنلوب.

## روابط خارجية
- NGC 376 على موقع ويكي سكاي: DSS2, SDSS, GALEX, IRAS, Hydrogen α, X-Ray, Astrophoto, Sky Map, Articles and images